# 213 (музичка група)
213 (чита се два један три (енгл. Two One Three)) била је америчка хип хоп супергрупа коју су чинили Ворен Џи, Снуп Дог и Нејт Дог. Име групе потиче од позивног броја у Калифорнији који се користио у време оснивања групе.

## Дискографија

### Студијски албуми
- The Hard Way (2004)

### Синглови
- „So Fly” (2004)
- „Groupie Luv” (2004)